# Крюйкшенк, Уильям Камберленд

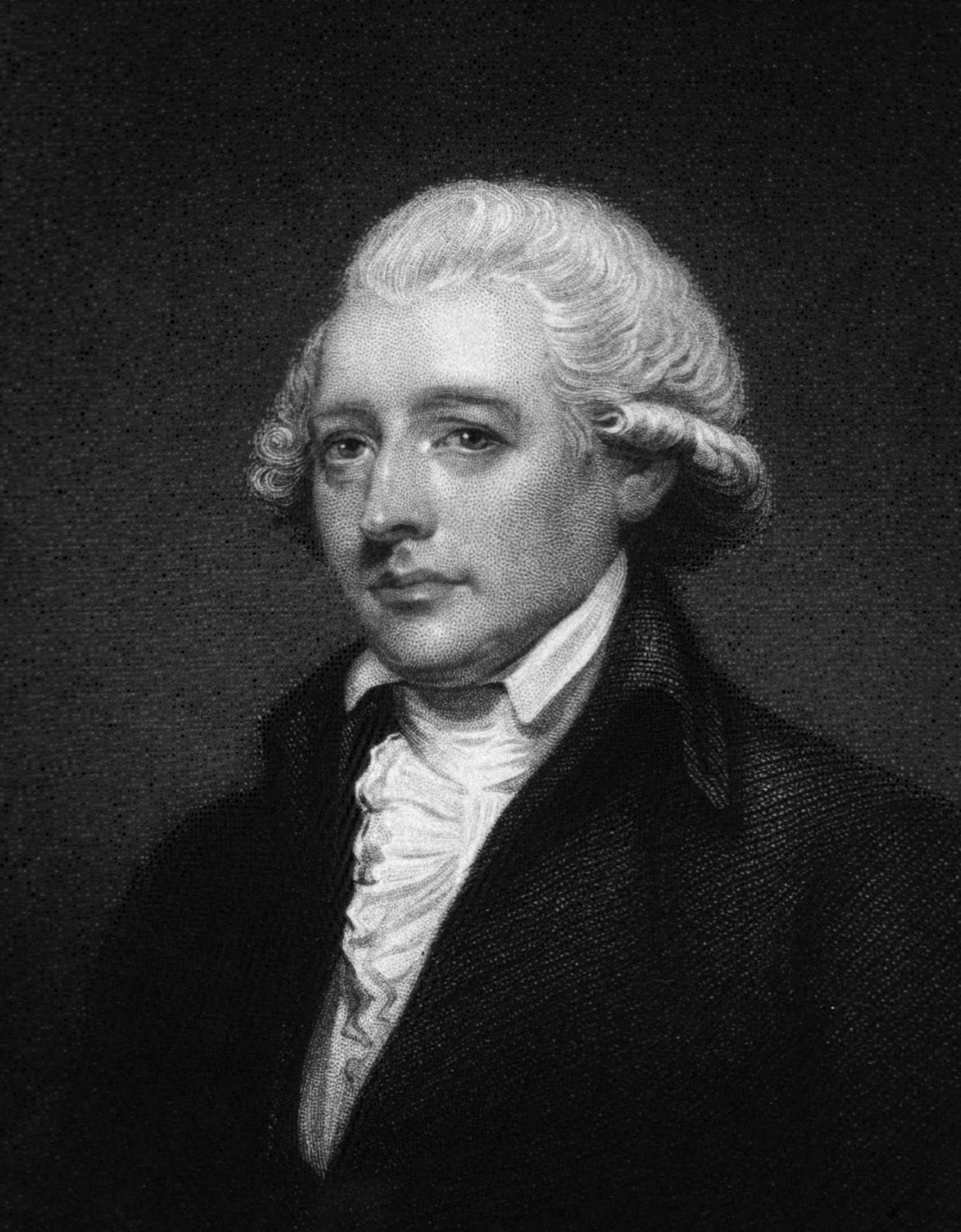
Крюйкшенк, Уильям Камберленд

Уильям Камберленд Крюйкшенк (англ. William Cumberland Cruickshank; 1745, Эдинбург — 27 июня 1800, Лондон) — английский химик и медик.
Был членом Лондонского королевского общества и профессором хирургии и анатомии в Лондоне. Автор труда «The Anatomy of the Absorbing Vessels of the Human Body». Исследовал взаимодействие воды с погружёнными в неё металлами и, в частности, одним из первых использовал хлор для очистки воды.
По-видимому, именно Уильяму Камберленду Крюйкшенку принадлежат также исследования протеинурии, иногда приписываемые его тёзке Уильяму Крюйкшенку из Вулиджа.
После его смерти, в 1806 году, посланники Российской империи приобрели коллекцию анатомических препаратов Крюйкшенка для анатомического кабинета при петербургской медико-хирургической академии.